# Erythromachus
Erythromachus is een uitgestorven geslacht van vogels uit de familie van de rallen, koeten en waterhoentjes (Rallidae). De wetenschappelijke naam van het geslacht is voor het eerst geldig gepubliceerd in 1873 door Milne-Edwards.

## Soorten
De volgende soort is bij het geslacht ingedeeld:
- † Erythromachus leguati – Rodriguesral